# مسیر کاننبال
مسیر کاننبال (انگلیسی: The Cannonball Run) فیلمی در ژانر اکشن و کمدی به کارگردانی هل نیدهام است که در سال ۱۹۸۱ منتشر شد.

## بازیگران
- برت رینولدز
- راجر مور
- فارا فاست
- جکی چان
- دین مارتین
- سامی دیویس جونیور
- دام دی‌لوئیس
- جک ایلام
- آدرین باربو
- تری بردشا
- پیتر فوندا
- جان فیدلر
- هل نیدهام
- ولری پرین
- جورج فورث
- مالی پیکون
- مایکل هویی